# أزادان (غلبايغان)
أزادان (بالإنجليزية: Azadan, Isfahan)‏ هي قرية تقع في قسم كناررودخانه الريفي (مقاطعة غلبايغان) في إيران.